# Cymbopetalum rugulosum
Cymbopetalum rugulosum är en kirimojaväxtart som beskrevs av Nancy A. Murray. Cymbopetalum rugulosum ingår i släktet Cymbopetalum, och familjen kirimojaväxter. Inga underarter finns listade i Catalogue of Life.